# Holin-acetiltransferaza
Holin-acetiltransferaza (tudi holin-acetilaza) je encim, ki katalizira sintezo acetilholina (pomembnega živčnega prenašalca) iz holina in acetil-CoA. Holin-acetiltransferaza se tvori v telesu živčne celice in se nato prenese v živčne končiče v bližino sinaps, kjer se z njeno pomočjo tvori acetilholin.  Pri človeku jo zapisuje gen CHAT. Doslej je poznanih 5 alternativnih spojitvenih različic tega gena; 4 od njih zapisujejo identičen encim dolžine 69 kDa, pri eni od poznanih spojitvenih različic pa nastajata dve obliki encima, normalen encim dolžine 69 kDa in daljša oblika, ki meri 82 kDa.

## Vloga
Holinergični sistem je vključen v številne nevrološke funkcije. Spremembe v holinergičnih nevronih lahko doprinesejo k razvoju alzheimerjeve bolezni.
- Holin
- Acetilholin